# جامعة ولاية نيويورك مدرسة الطب في ستوني بروك
جامعة ولاية نيويورك مدرسة الطب في ستوني بروك (بالإنجليزية: State University of New York at Stony Brook School of Medicine)‏ هي إحدى الكليات لتدريس الطب في الولايات المتحدة الأمريكية. تقع في مدينة ستوني بروك في ولاية نيويورك الأمريكية. نوع الشهادة الطبية التي يتم تحصيلها هناك هي دكتور في الطب.